# Granada Railway
The Granada Railway Company Limited, Kurzform Granada Railway, war eine Eisenbahngesellschaft, die in Spanien die Aufgabe hatte, die Bahnstrecke von Baza nach Granada zu bauen. Die 1894 gegründet britische Gesellschaft wurde 1917 in die spanische Compañía de los Caminos de Hierro de Granada (Baza-Guadix) überführt.

## Geschichte
Die Gesellschaft hatte den Zweck, den aus der Konzession der Great Southern of Spain Railway für die Bahnstrecke Murcia–Lorca–Granada herausgelöste Abschnitt Baza–Granada zu bauen. Der Abschnitt Moreda–Granada wurde 1894 von der Granada Railway an die Compañía del Ferrocarril Sur de España abgegeben, die auch die Bahnstrecke Linares–Almería baute, die Moreda mit Guadix verband, sodass die Granada Railway Company nur noch die Strecke von Baza nach Guadix zu bauen hatte. Diese wurde in zwei Abschnitten gebaut. Der Abschnitt Guadix–Gor wurde am 10. November 1906 fertiggestellt, der Abschnitt Baza–Gor am 15. März 1907.